# Реберне покриття
Ребе́рне покриття́ графа — це множина ребер C, така, що кожна вершина графа інцидентна принаймні одному ребру з C.
На малюнку показано реберне покриття двох графів.
Найме́нше ребе́рне покриття́ — це реберне покриття найменшого розміру. Число ребер у найменшому реберному покритті графа називають число́м ребе́рного покриття́ і позначають {\displaystyle \rho (G)} (в книзі Свамі, Тхулалірамана — {\displaystyle \beta _{1}(G)}). На малюнку показано приклади найменших реберних покриттів.
Зауважимо, що покриття правого графа є не тільки реберним покриттям, але й паруванням. Більш того, це парування є досконалим паруванням — у ньому кожна вершина відповідає рівно одному ребру парування. Досконале парування (якщо існує) завжди є найменшим реберним покриттям.
Задача пошуку найменшого реберного покриття є задачею оптимізації, яка належить до класу задач покриття і може бути розв'язана за поліноміальний час.

### Приклад
- Якщо в графі немає ізольованих вершин (тобто вершин степеня 0), то множина всіх ребер є реберним покриттям (але не обов'язково найменшим!). Якщо ізольовані вершини є, реберного покриття в цьому графі не існує.
- Повний двочастковий граф Km,n має число реберного покриття max(m, n).

## Властивості
- Згідно з другою тотожністю Галлаї, в графі без ізольованих вершин загальне число ребер у найменшому реберному покритті і найбільшому паруванні дорівнює числу вершин графа.

## Алгоритм
Найменше реберне покриття можна знайти за поліноміальний час, знайшовши найбільше парування і додавши за допомогою жадібного алгоритму ребра для покриття решти вершин. На малюнку найбільше парування показано червоним кольором. Додаткові ребра, додані для покриття непокритих вершин, показано синім кольором (у графі праворуч найбільше парування є досконалим паруванням, у якому всі вершини вже покриті, так що немає потреби в додаткових ребрах.)